# Escuela Universitaria de Ingeniería Técnica Aeronáutica (Universidad Politécnica de Madrid)
La Escuela Universitaria de Ingeniería Técnica Aeronáutica (EUITA) es un centro de la Universidad Politécnica de Madrid que imparte los estudios necesarios para obtención del título de Ingeniero Técnico Aeronáutico.
La Escuela se ubica dentro de la Ciudad Universitaria de Madrid, consta de dos edificios, el primero inaugurado en 1989 y el segundo en 2003, y se halla junto a la ETSI Aeronáuticos, con la que comparte biblioteca, cafetería y aparcamiento, y junto a la ETSI Navales. En 2012 tenía matriculados 1.342 alumnos.

## Titulaciones oficiales impartidas
El actual plan de estudios (conocido como Plan 2002) se comenzó a impartir el año académico 2002-2003 y en él se contemplan cinco especialidades que llevan a las respectivas cinco titulaciones:
- Aeronaves
- Aeromotores
- Aeropuertos
- Aeronavegación
- Equipos y materiales aeroespaciales

El Plan 2002 suponía una actualización del Plan 1971, que comprendía estas cinco especialidades:
- Aeronaves
- Aeromotores
- Navegación y circulación aérea
- Aeropuertos y transporte aéreo
- Materiales aeronáuticos y armamento aéreo.

## Historia
Creada en 1939, se denominaba inicialmente Escuela de Ayudantes de la Academia Militar de Ingenieros Aeronáuticos, y en 1957 pasó a depender del Ministerio de Educación bajo la denominación Escuela Técnica de Peritos Aeronáuticos. La Escuela tomó su actual denominación en 1964 y entró a formar parte de la Universidad Politécnica de Madrid en 1972.
Desde finales de 2007, y dentro de la reestructuración que implica el Espacio Europeo de Educación Superior, está en curso un proceso para la unión de la EUIT Aeronáutica con la ETSI Aeronáuticos en un único centro. El 31 de marzo de 2009 se creó oficialmente la Escuela Técnica Superior de Ingeniería Aeronáutica y del Espacio, desde ese momento encargada de impartir y organizar los nuevos títulos de grado. La EUIT Aeronáutica y la ETSI Aeronáuticos desaparecerán cuando concluya el proceso de extinción de los títulos actuales.